# 上海毛泽东旧居
上海毛泽东旧居位于上海市静安区茂名北路120弄7号，是毛泽东于1924年在上海的居住地，于1977年被列为上海市文物保护单位。

## 介绍
旧居具有20世纪早期石库门建筑风格，有天井、客堂、前楼和厢房等。弄口的牌坊上有“甲秀里”字样，里弄内的地面用青砖铺就，青砖墙上则有毛泽东诗词的碑刻。在毛泽东一家居住过的厢房里，有蜡像场景，为毛泽东坐在书桌旁地望着夫人杨开慧，而杨开慧抱着毛岸英，毛岸青睡在摇篮里的。另有文物和史料，以及“毛泽东一家”铜雕塑。

## 歷史
1924年，中共中央局秘书毛泽东来到上海，参与中國国民党上海执行部的工作。同年6月至12月，毛泽东與夫人杨开慧，兩子毛岸英、毛岸青以及岳母向振熙等人寓居于慕尔鸣路甲秀里318号。1977年，旧居被列为上海市文物保护单位。2020年12月26日，新的上海毛泽东旧居陈列馆亮相。

## 参观信息
- 开放时间：周二至周日9:00-11:30，13:00-16:30。
- 公共交通：轨道交通1、2号线，公交925、127、71、936、48、01、49、23、935、37、20、148路。